# Crkva sv. Nikole Putnika u Metkoviću
Crkva sv. Nikole Putnika bila je crkva u Metkoviću, u današnjoj ulici Hrvatskih iseljenika. Zadužbina sestara Vjekoslave i Ivke Dominiković građena je prema idejnom rješenju splitskog inž. arh. Kuzme Gamulina, a po odobrenju biskupa Kvirina Klementa Bonefačića i tadašnjeg Ministarstva građevine. Kamen temeljac je 13. ožujka 1938. blagoslovio dekan-župnik o. Franjo Alfons Klarić. Svečanu posvetu crkve učinio je dubrovački biskup Josip Marija Carević. Crkva je znatno oštećena tijekom Savezničkih bombardiranja u Drugom svjetskom ratu. Ostatci jednobrodne betonske crkve uklonjeni su 1960., a na njenu je mjestu sagrađena stambena zgrada.